# Музей Джозефа Конрада-Коженьовського (Бердичів)
Музей Джозефа Конрада-Коженьовського — музей, присвячений життю і творчості відомого британського письменника Джозефа Кондрада-Коженьовського, який народився в Бердичеві.

## Історія
Польське Конрадівське товариство тривалий час докладало зусиль до створення музею Конрада саме в Бердичеві, місті, в якому народився письменник. Професор-конрадознавець Здислав Найдер, який був одним з ініціаторів створення музею, довго шукав відповідне місце для музейної експозиції, й зрештою вибір було зупинено на споруді монастиря Босих Кармелітів. Тож з грудня 2008 року, ще до появи теперішнього музею Конрада, в Бердичеві почав діяти музей-виставка Джозефа Конрада, розташований у приміщенні нижнього храму кляштору Босих Кармелітів. Фактично ця виставка і стала основою нового музею, який відкрився 2015 року за підтримки Польського Конрадівського товариства та української влади. Саме відкриття музею відбулось 28 червня 2015 року в рамках XVI Днів польської культури.
Музей Джозефа Конрада-Коженьовського в Бердичеві профінансовано Міністерством культури і національної спадщини Республіки Польща.

## Фонди
Чимало експонатів та документів для музею були надані Музеєм літератури ім. А. Міцкевича (Варшава), Ягелонською бібліотекою (Краків), Бібліотекою Бейнеке Єльського університету, Центральним морським музеєм (Гданськ), Національним морським музеєм у Гринвічі (Англія), професором Здиславом Найдером (Польща) з власного архіву.